# Kitana
 (février 2019).
Si vous disposez d'ouvrages ou d'articles de référence ou si vous connaissez des sites web de qualité traitant du thème abordé ici, merci de compléter l'article en donnant les références utiles à sa vérifiabilité et en les liant à la section « Notes et références ».
Kitana (aussi connue sous le nom de Lady Kitana et Princess Kitana) est un personnage de la série de jeu de combat Mortal Kombat. Elle apparaît la première fois dans Mortal Kombat II en 1993. Bien qu'elle soit absente dans les épisodes Mortal Kombat 3 et Mortal Kombat 4, Kitana devient un personnage régulier de la série et apparaît dans tous les épisodes, y compris dans les films et divers produits dérivés de la franchise.

## Histoire
La princesse Kitana est âgée d'à peu près 10 000 ans mais son apparence est celle d'une jeune femme. Elle apparaît tout d'abord comme la belle-fille de Shao Kahn. Shao Kahn a tué son père, l'a adopté et s'est marié avec sa mère : Sindel. Shao Kahn manipule Sindel et sa fille pour conquérir de nouveaux territoires. Shao Kahn crée un clone démoniaque chargé de surveiller sa belle-fille : Mileena. En apprenant la vérité, Kitana monte une armée pour combattre Shao Kahn. Dans l'épisode « The Essence », elle devra se battre avec Kung Lao.

## Style de combat
Kitana est armée d'éventails aiguisés, une de ses fatalités consiste à embrasser l'adversaire qui explose sous le choc de l'émotion, certains diront qu'elle injecte un poison violent qui contracte tous les muscles de son adversaire, lui broyant tous les os et finissant par exploser.

## Actrices
Kitana apparaît d'abord dans le jeu vidéo Mortal Kombat II, le sprite est joué par Katalin Zamiar, on comprend directement que les concepteurs du jeu Ed Boon et John Tobias se sont inspirés du prénom de l'actrice pour trouver le nom du personnage. Katalin Zamiar a intenté un procès contre Midway en 1994, après la sortie du jeu, car il n'était pas spécifié dans son contrat que son corps allait être mutilé à l'écran. Midway a gagné le procès et tous les droits sur les sprites, le contrat de Katalin n'a pas été renouvelé pour l'épisode suivant du jeu.
Dans Ultimate Mortal Kombat 3, le sprite de Kitana est joué par Becky Gable.
Kitana a été interprétée par l'actrice Talisa Soto dans les deux films inspirés du jeu vidéo et par l'actrice Dara Tomanovich dans la série Mortal Kombat: Conquest. Dans un seul épisode de la série, ce sera Audie England qui joua le rôle.